# Comuna Kaloianovo, Plovdiv
Kaloianovo (în bulgară Калояново) este o comună în regiunea Plovdiv, Bulgaria, formată din 15 sate. 

## Localități componente

### Sate
| - Begovo - Cernozemen - Dolna Mahala - Duvanlii - Dălgo Pole | - Glavatar - Gorna Mahala - Ivan Vazovo - Jitnița - Kaloianovo | - Oteț Paisievo - Pesnopoi - Răjevo Konare - Răjevo - Suhozem |

## Demografie
Componența etnică a comunei Kaloianovo
     Turci (4,62%)
     Romi (6,24%)
     Bulgari (87,28%)
     Nicio identificare (1,71%)
     Altele (0,12%)
La recensământul din 2011, populația comunei Kaloianovo era de 11.879 locuitori. Din punct de vedere etnic, majoritatea locuitorilor (87,28%) erau bulgari, existând și minorități de romi (6,24%) și turci (4,62%). Pentru 1,71% din locuitori nu este cunoscută apartenența etnică.